# 塞伯特 (密蘇里州)
塞伯特（英語：Seybert）是位於美國密蘇里州戴德縣的鬼鎮。

## 歷史
塞伯特的郵局於1887年設立，其後於1918年停運。

## 地理
塞伯特所處的海拔為高於海平面265米（即869英呎），而該地所採用的時區為UTC-6，即北美中部時區（CST）。同時該地設有夏令時間，為UTC-6調快一小時，即UTC-5（CDT）。